# Hartley (Texas)
Hartley é uma Região censo-designada localizada no estado norte-americano do Texas, no Condado de Hartley.

## Demografia
Segundo o censo norte-americano de 2000, a sua população era de 441 habitantes.

## Geografia
De acordo com o United States Census Bureau tem uma área de
18,1 km², dos quais 18,1 km² cobertos por terra e 0,0 km² cobertos por água. Hartley localiza-se a aproximadamente 1191 m acima do nível do mar.

## Localidades na vizinhança
O diagrama seguinte representa as localidades num raio de 40 km ao redor de Hartley.